# Outram Island
Outram – jedna z wysp należących do Archipelagu Ritchie w Andamanach, jest częścią parku narodowego Rani Jhansi Marine National Park. 
Wyspa zajmuje obszar 19 km². Ponieważ należy do rezerwatu fauny wejść na nią można po uzyskaniu zezwolenia od głównego inspektora ochrony przyrody. Wyspa jest doskonałym miejscem do nurkowania z akwalungiem. 
Na Outram można się dostać łodziami z Port Blair.

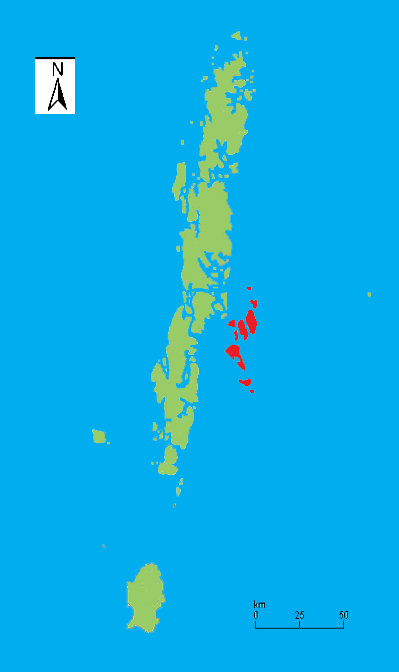
Mapa Andamanów z Archipelagiem Ritchie (w kolorze czerwonym).